# Jerzy Matula
Jerzy Matula (ur. 19 kwietnia 1942 we Lwowie) – polski reżyser, aktor epizodyczny, kompozytor, autor piosenek, muzyki teatralnej i filmowej, nauczyciel akademicki. Wykładowca na PWSFTviT ze stopniem doktora.

## Życiorys
Absolwent polonistyki Uniwersytetu Warszawskiego z 1965. W 1970 ukończył studia na Wydziale Reżyserii łódzkiej PWSFTviT. Wykładowca na Wydziale Filmu i Fotografii w Wyższej Szkole Sztuki i Projektowania w Łodzi i PWSFTviT. W 2013 roku odznaczony Srebrnym Krzyżem Zasługi z okazji 65-lecia PWSFTviT.

## Filmografia (aktor)
- 1971: Brylanty pani Zuzy − turysta zabity przez Krzysztofa
- 1974: Pozwólcie nam do woli fruwać nad ogrodem − literat jadący na zjazd
- 1976: Przepraszam, czy tu biją? − mężczyzna w Maximie
- 1977: Właśnie o miłości
- 1977: Kochaj albo rzuć − hipis na lotnisku
- 1978: Znaki zodiaku − muzyk, współpracownik Adama
- 1979: Wolne chwile − Nalepa ze spółdzielni pracy „Pracuś”
- 1979: Słodkie oczy − przewodniczący komisji dyscyplinarnej
- 1980: Głosy − pacjent zakładu psychiatrycznego
- 1981: Murmurando − starosta turnusu
- 1981: Kobieta samotna − Stefan, naczelnik poczty
- 1983: 6 milionów sekund − nauczyciel matematyki (odc. 2, 6 i 8)
- 1984: Yesterday − perkusista
- 1984: Vabank II, czyli riposta − reżyser Janusz „Kruca Bomba”
- 1985−1987: Zdaniem obrony − niewidomy (odc. 3); wścibski aktor (odc. 5)
- 1985: Spowiedź dziecięcia wieku − mężczyzna na balu
- 1988: Nowy Jork, czwarta rano
- 1988: Łabędzi śpiew − asystent reżysera
- 1991: V.I.P. − reżyser filmu o księciu Poniatowskim
- 1991: Dziecko szczęścia − ślusarz
- 1992: Kawalerskie życie na obczyźnie − lekarz
- 2001: Cisza − pracownik na projekcji slajdów
- 2002: Break Point
- 2004: Całkiem nowe lata miodowe − Janusz Marian Radzki (odc. 1)
- 2005: Lawstorant − dzielnicowy „Bandyta”
- 2005: Dziki 2: Pojedynek − January Śladowski
- 2006: U fryzjera − inspektor Żebrowski (odc. 2)
- 2006: Czeka na nas świat − magazynier w supermarkecie
- 2006: Co słonko widziało − właściciel punktu skupu żelaza
- 2007: Plebania − reżyser (odc. 927 i 950)
- 2007: Królowie śródmieścia − detektyw (odc. 10 i 12)
- 2007: Daleko od noszy − kontroler z ministerstwa (odc. 113)
- 2009: Handlarz cudów − lokator domu opieki
- 2010: Śniadanie do łóżka − właściciel mieszkania wynajmowanego przez Piotra
- 2010: Erratum − leśniczy
- 2011: Wyjazd integracyjny − muzyk
- 2011: Pokaż, kotku, co masz w środku − taksówkarz
- 2012: Felix, Net i Nika oraz Teoretycznie Możliwa Katastrofa − profesor Butler
- 2013: Podejrzani zakochani − taksówkarz
- 2013: Jaskółka − pan Henio, pracownik kolektury
- 2022: Herkules – redaktor (odc. 1)
- 2024: Gang Zielonej Rękawiczki – Staszek

## Obchody 50. rocznicy wydarzeń marca 1968
- 14 marca 2018 Wernisaż wystawy poświęconej wydarzeniom marca 1968 r. w Muzeum Kinematografii w Łodzi, Jerzy Hoffman, Andrzej Krakowski, Krzysztof Rogulski, Andrzej Titkow, Janusz Zaorski, Michał Dudziewicz, Jerzy Matula, Leon Kelcz – naoczni świadkowie opowiadają o Marcu 1968 roku w środowisku filmowym[2].